# 이중언약 신학

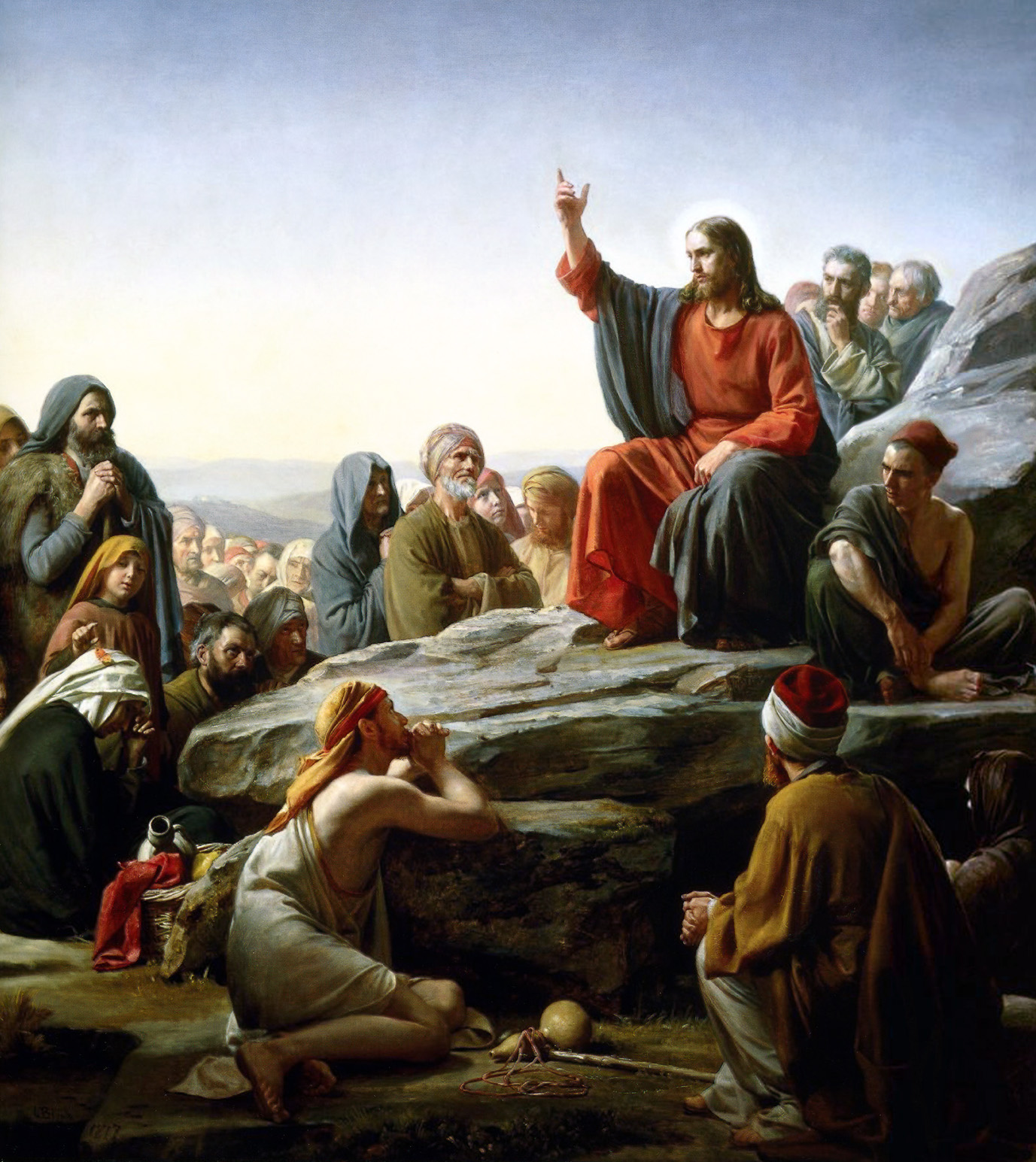
기독교인들은 예수님을 새 언약의 중보라고 생각한다. 그의 유명한 산상설교는 옛 언약(Old Covenant)인 구약성경에 대한 주석이라고 본다.

두 개의 계약 신학(Two covenant theology) 혹은 이중 언약(Dual-covenant theology)이란 그리스도인들이 구약성경이라고 부르는 히브리 성경을 관련하여 주장한 것이다. 일부 그리스도인들은 구약성경이 대체되었거나 폐지되었으며 오늘날 유일한 신약성경인 새 언약으로 대체되었다고 주장한다. 대체주의 신학이라고 볼 수 있다.

## 같이 보기
- 대체주의